# Rally di Gran Bretagna 2011
Il Rally di Gran Bretagna 2011, ufficialmente 67º Rally di Gran Bretagna Galles, è stata la tredicesima ed ultima prova del campionato mondiale di rally 2011. Il rally si è disputato dal 10 al 13 novembre, e ha preso il via da Cardiff, la città capitale del Galles.
Il rally è stato inoltre la settima e conclusiva prova del campionato mondiale rally produzione e la sesta ed ultima prova per il WRC Academy. L'itinerario del rally è tornato a Great Orme per la prima volta dopo trenta anni, mentre le speciali di Dyfnant e Dyfi East e West per la prima volta dopo quindici anni.

## Risultati

### Classifica
| Pos         | Pilota               | Co-pilota           | Auto                           | Tempo     | Distacco | Punti    |
| Generale    | Generale             | Generale            | Generale                       | Generale  | Generale | Generale |
| ----------- | -------------------- | ------------------- | ------------------------------ | --------- | -------- | -------- |
| 1.          | Jari-Matti Latvala   | Miikka Anttila      | Ford Fiesta RS WRC             | 3:27:03.5 | 0.0      | 26       |
| 2.          | Mads Østberg         | Jonas Andersson     | Ford Fiesta RS WRC             | 3:30:46.4 | 3:42.9   | 18       |
| 3.          | Henning Solberg      | Ilka Minor          | Ford Fiesta RS WRC             | 3:34:08.6 | 7:05.1   | 15       |
| 4.          | Kris Meeke           | Paul Nagle          | Mini John Cooper Works WRC     | 3:34:15.8 | 7:12.3   | 12       |
| 5.          | Matthew Wilson       | Scott Martin        | Ford Fiesta RS WRC             | 3:36:00.8 | 8:57.3   | 10       |
| 6.          | Ott Tänak            | Kuldar Sikk         | Ford Fiesta RS WRC             | 3:36:30.6 | 9:27.1   | 8        |
| 7.          | Evgeny Novikov       | Denis Giraudet      | Ford Fiesta RS WRC             | 3:36:51.2 | 9:47.7   | 6        |
| 8.          | Dennis Kuipers       | Frédéric Miclotte   | Ford Fiesta RS WRC             | 3:37:16.2 | 10:12.7  | 4        |
| 9.          | Ken Block            | Alex Gelsomino      | Ford Fiesta RS WRC             | 3:43:04.7 | 16:01.2  | 2        |
| 10.         | Armindo Araújo       | Miguel Ramalho      | Mini John Cooper Works WRC     | 3:44:05.1 | 17:01.6  | 1        |
| PWRC        |                      |                     |                                |           |          |          |
| 1. (14.)    | Patrik Flodin        | Timo Alanne         | Subaru Impreza WRX STI         | 3:49:32.2 | 0.0      | 25       |
| 2. (15.)    | Michał Kościuszko    | Maciej Szczepaniak  | Mitsubishi Lancer Evolution X  | 4:01:46.9 | 12:14.7  | 18       |
| 3. (16.)    | Nicolás Fuchs        | Rubén Garcia        | Mitsubishi Lancer Evolution X  | 4:02:18.7 | 12:46.5  | 15       |
| 4. (17.)    | Dmitry Tagirov       | Anna Zavershinskaya | Subaru Impreza WRX STI         | 4:03:22.0 | 13:49.8  | 12       |
| 5. (18.)    | Majed Al Shamsi      | Killian Duffy       | Subaru Impreza WRX STI         | 4:03:53.4 | 14:21.2  | 10       |
| 6. (23.)    | Oleksiy Kikireshko   | Sergey Larens       | Mitsubishi Lancer Evolution IX | 4:11:33.8 | 22:01.6  | 8        |
| 7. (24.)    | Harry Hunt           | Robbie Durant       | Citroën DS3 R3                 | 4:13:58.8 | 24:26.6  | 6        |
| 8. (25.)    | Oleksandr Saliuk Jr. | Pavlo Cherepin      | Mitsubishi Lancer Evolution IX | 4:15:08.5 | 25:36.3  | 4        |
| 9. (34.)    | Valeriy Gorban       | Andrey Nikolayev    | Mitsubishi Lancer Evolution IX | 4:32:54.4 | 43:22.2  | 2        |
| WRC Academy |                      |                     |                                |           |          |          |
| 1.          | Craig Breen          | Gareth Roberts      | Ford Fiesta R2                 | 3:06:10.7 | 0.0      | 39       |
| 2.          | Egon Kaur            | Erik Lepikson       | Ford Fiesta R2                 | 3:10:46.8 | 4:36.1   | 19       |
| 3.          | Alastair Fisher      | Daniel Barritt      | Ford Fiesta R2                 | 3:13:14.7 | 7:04.0   | 16       |
| 4.          | Christian Riedemann  | Michael Wenzel      | Ford Fiesta R2                 | 3:15:01.8 | 8:51.1   | 12       |
| 5.          | Molly Taylor         | Sebastian Marshall  | Ford Fiesta R2                 | 3:17:05.0 | 10:54.3  | 11       |
| 6.          | Sergey Karyakin      | Anton Vlasyuk       | Ford Fiesta R2                 | 3:19:36.9 | 13:26.2  | 8        |
| 7.          | Valentin Hummel      | Katja Geyer         | Ford Fiesta R2                 | 3:23:04.2 | 16:53.5  | 0        |
| 8.          | Andrea Crugnola      | Michele Ferrara     | Ford Fiesta R2                 | 3:25:13.8 | 19:03.1  | 4        |
| 9.          | Yeray Lemes          | Rogelio Peñate      | Ford Fiesta R2                 | 3:25:19.5 | 19:08.8  | 2        |
| 10.         | Miko-Ove Niinemäe    | Toomas Valter       | Ford Fiesta R2                 | 3:30:15.9 | 24:05.2  | 1        |

### Prove speciali
| Giorno                      | Prova | Ora   | Nome                     | Lunghezza | Vincitore          | Tempo   | V. media    | Leader del rally   |
| --------------------------- | ----- | ----- | ------------------------ | --------- | ------------------ | ------- | ----------- | ------------------ |
| Frazione 1 (10–11 novembre) | PS1   | 14:38 | Great Orme 1             | 4.74 km   | Jari-Matti Latvala | 2:39.3  | 107.12 km/h | Jari-Matti Latvala |
| Frazione 1 (10–11 novembre) | PS2   | 14:55 | Great Orme 2             | 4.74 km   | Sébastien Loeb     | 2:40.4  | 106.38 km/h | Jari-Matti Latvala |
| Frazione 1 (10–11 novembre) | PS3   | 16:18 | Clocaenog                | 15.77 km  | Mikko Hirvonen     | 9:14.1  | 102.46 km/h | Sébastien Loeb     |
| Frazione 1 (10–11 novembre) | PS4   | 7:33  | Gartheiniog 1            | 19.72 km  | Sébastien Loeb     | 11:18.9 | 104.57 km/h | Sébastien Loeb     |
| Frazione 1 (10–11 novembre) | PS5   | 8:30  | Dyfi West 1              | 10.31 km  | Mikko Hirvonen     | 6:14.1  | 99.21 km/h  | Sébastien Loeb     |
| Frazione 1 (10–11 novembre) | PS6   | 8:48  | Dyfi East 1              | 6.72 km   | Mikko Hirvonen     | 3:41.5  | 109.22 km/h | Mikko Hirvonen     |
| Frazione 1 (10–11 novembre) | PS7   | 9:43  | Dyfnant 1                | 21.34 km  | Sébastien Loeb     | 12:41.0 | 100.95 km/h | Sébastien Loeb     |
| Frazione 1 (10–11 novembre) | PS8   | 14:18 | Dyfi West 2              | 10.31 km  | Jari-Matti Latvala | 6:24.8  | 96.46 km/h  | Sébastien Loeb     |
| Frazione 1 (10–11 novembre) | PS9   | 14:36 | Dyfi East 2              | 6.72 km   | Kris Meeke         | 3:46.8  | 106.67 km/h | Sébastien Loeb     |
| Frazione 1 (10–11 novembre) | PS10  | 14:51 | Gartheiniog 2            | 19.72 km  | Jari-Matti Latvala | 11:24.3 | 103.74 km/h | Sébastien Loeb     |
| Frazione 1 (10–11 novembre) | PS11  | 16:01 | Dyfnant 2                | 21.34 km  | Jari-Matti Latvala | 12:47.1 | 100.15 km/h | Sébastien Loeb     |
| Frazione 2 (12 novembre)    | PS12  | 9:24  | Hafren 1                 | 32.14 km  | Sébastien Loeb     | 18:39.1 | 103.39 km/h | Sébastien Loeb     |
| Frazione 2 (12 novembre)    | PS13  | 10:05 | Sweet Lamb 1             | 4.01 km   | Jari-Matti Latvala | 2:48.5  | 85.67 km/h  | Sébastien Loeb     |
| Frazione 2 (12 novembre)    | PS14  | 10:23 | Myherin 1                | 27.88 km  | Sébastien Loeb     | 15:44.6 | 106.25 km/h | Sébastien Loeb     |
| Frazione 2 (12 novembre)    | PS15  | 13:51 | Hafren 2                 | 32.14 km  | Jari-Matti Latvala | 19:11.6 | 100.47 km/h | Jari-Matti Latvala |
| Frazione 2 (12 novembre)    | PS16  | 14:32 | Sweet Lamb 2             | 4.01 km   | Jari-Matti Latvala | 2:50.8  | 84.52 km/h  | Jari-Matti Latvala |
| Frazione 2 (12 novembre)    | PS17  | 14:50 | Myherin 2                | 27.88 km  | Jari-Matti Latvala | 15:57.4 | 104.83 km/h | Jari-Matti Latvala |
| Frazione 3 (13 novembre)    | PS18  | 7:38  | Halfway 1                | 14.93 km  | Jari-Matti Latvala | 8:45.6  | 102.26 km/h | Jari-Matti Latvala |
| Frazione 3 (13 novembre)    | PS19  | 8:06  | Crychan 1                | 22.73 km  | Jari-Matti Latvala | 12:29.6 | 109.16 km/h | Jari-Matti Latvala |
| Frazione 3 (13 novembre)    | PS20  | 8:42  | Monument 1               | 4.36 km   | Sébastien Ogier    | 2:41.9  | 96.95 km/h  | Jari-Matti Latvala |
| Frazione 3 (13 novembre)    | PS21  | 10:36 | Halfway 2                | 14.93 km  | Jari-Matti Latvala | 8:59.8  | 99.57 km/h  | Jari-Matti Latvala |
| Frazione 3 (13 novembre)    | PS22  | 11:04 | Crychan 2                | 22.73 km  | Sébastien Ogier    | 12:39.8 | 107.70 km/h | Jari-Matti Latvala |
| Frazione 3 (13 novembre)    | PS23  | 12:11 | Monument 2 (Power stage) | 4.36 km   | Sébastien Ogier    | 2:41.3  | 97.31 km/h  | Jari-Matti Latvala |

### Power Stage
La Power stage è stata una prova in diretta televisiva della lunghezza di 4,36 km, che si è disputata alla fine del rally nelle vicinanze di Builth Wells.
| Pos | Pilota             | Tempo  | Distacco | V. media   | Punti |
| --- | ------------------ | ------ | -------- | ---------- | ----- |
| 1   | Sébastien Ogier    | 2:41,3 | 0,0      | 97,31 km/h | 3     |
| 2   | Dani Sordo         | 2:44,0 | 2,7      | 95,71 km/h | 2     |
| 3   | Jari-Matti Latvala | 2:44,5 | 3,2      | 95,42 km/h | 1     |